# Roberto da Montevarchi
Roberto da Montevarchi, detto il Montevarchi (Montevarchi, 1460 – Montevarchi, 1522), è stato un pittore italiano.

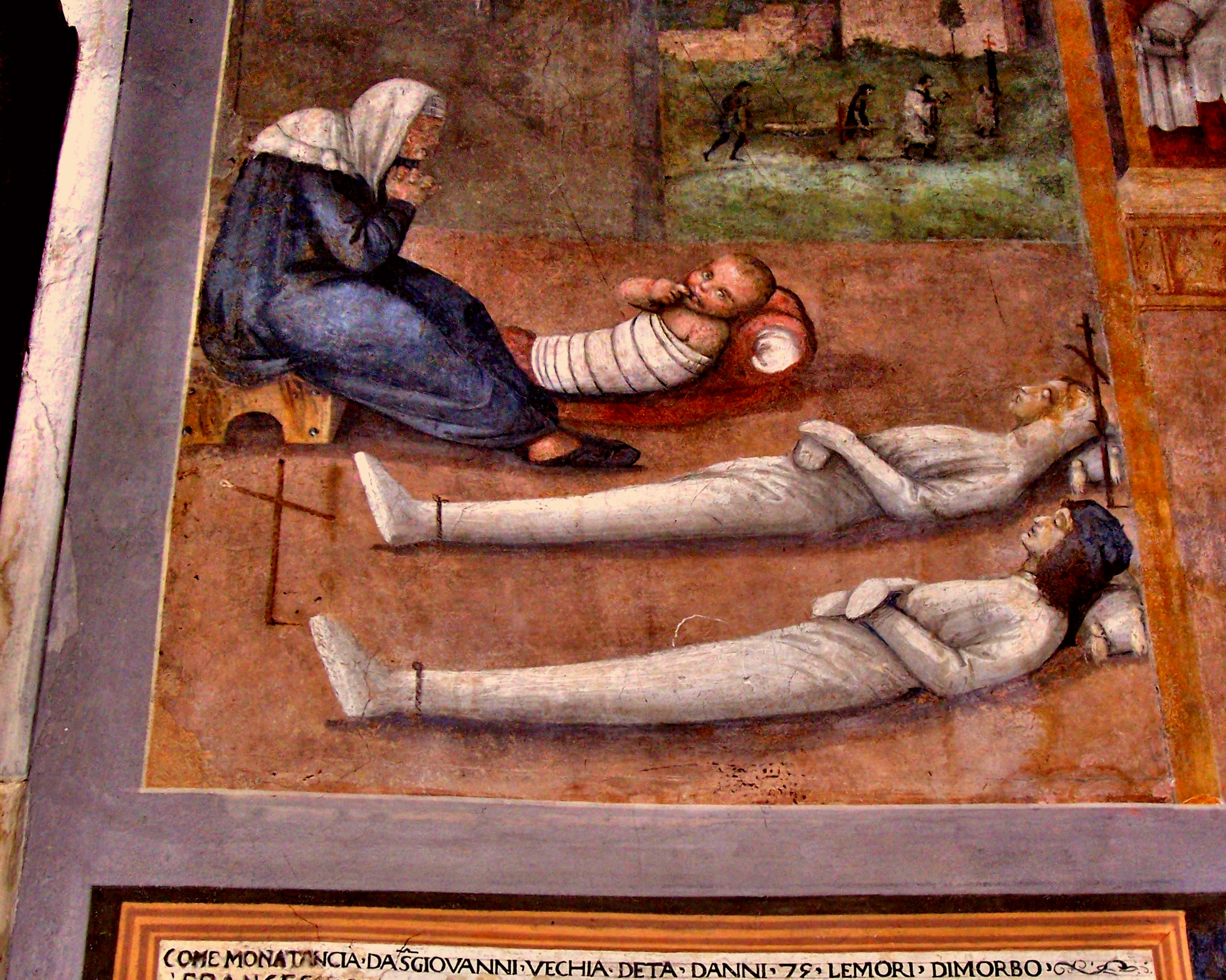
Il Miracolo di Monna Tancia. Dettaglio

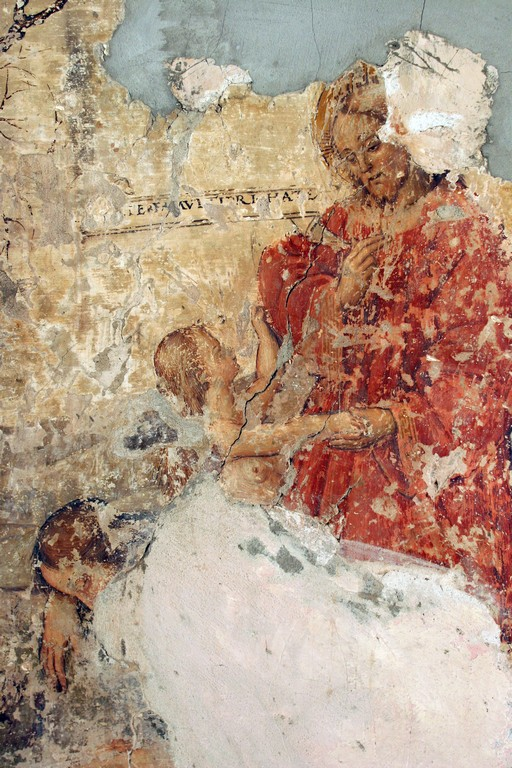
Roberto Da Montevarchi nascita di Adamo

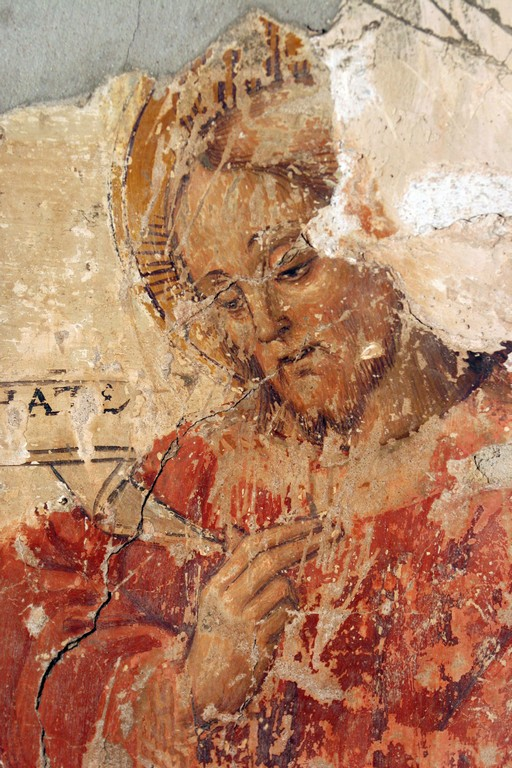
Il volto del Cristo

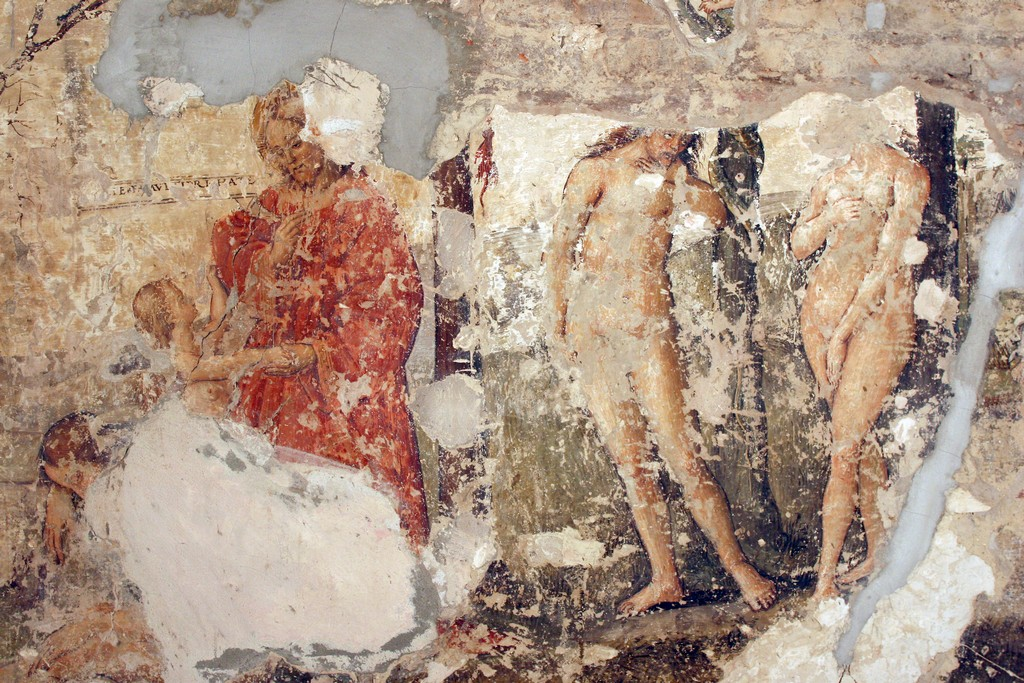
La Genesi

Di Roberto da Montevarchi non solo è stimata la data di nascita e incerta quella di morte ma persino il suo vero nome di battesimo desta ancora perplessità. Sebbene oggi si tenda a identificarlo come Roberto, per alcuni si chiamava Luberto e per altri Ruberto. Giorgio Vasari, lo dice allievo di Pietro Perugino, chiamandolo semplicemente il Montevarchi dalla città dove era nato.
Su questo infatti tutte le fonti coincidono. "Il Montevarchi [fu] scolaro di Pietro Perugino, del quale non si conoscono che poche opere fatte nella sua patria di Montevarchi, che lo dimostrano fedele imitatore del maestro" o, più precisamente, "non è conosciuto che dal nome della patria, dove lasciò alcune opere, che lo fanno credere allievo di Pietro Perugino, comunque vi si scorga altresì qualche imitazione de' fiorentini maestri quattrocentisti. Il Montevarchi non ebbe luogo tra gli allievi di second'ordine del Perugino, e probabilmente studiò sotto di così illustre maestro avanti che la sua scuola acquistasse nome dai valenti giovani che la frequentarono negli ultimi anni del quindicesimo secolo, e ne' primi del susseguente".
Tra il 1498 e il 1500 collaborò col maestro nella realizzazione del ciclo pittorico di affreschi del Collegio del Cambio a Perugia, mentre di suo rimangono, sempre in affresco, il Miracolo di Monna Tancia nella basilica di Santa Maria delle Grazie a San Giovanni Valdarno e, ma solo attribuito, una Madonna con bambino e santi per la chiesa di San Ludovico di Montevarchi (oggi staccato e custodito nel Museo di Arte Sacra della Collegiata di S. Lorenzo).
Recentemente la Dr. K. Stahlbuhk, nella sua tesi di laurea, attribuisce allo stesso Ruberto un affresco ritrovato negli anni ottanta, durante i lavori di ristrutturazione di un'abitazione privata sul Palazzo Brandini a Montevarchi. Si tratta di un ciclo di affreschi, dove è rappresentata la storia della Creazione tramite cinque episodi della Genesi.